# Atropoides occiduus
Atropoides occiduus е вид змия от семейство Отровници (Viperidae). Видът не е застрашен от изчезване.

## Разпространение и местообитание
Разпространен е в Гватемала, Мексико и Салвадор.
Обитава гористи местности, планини и склонове.

## Описание
Популацията на вида е стабилна.